# Красный путь (завод)

Красный путь (акционерное общество «Московский механический завод «Красный путь», бывш. механический — чугунолитейный завод «Перенуд») — механический завод в Москве, построен в 1862 году. Предприятие выпускало оборудование и агрегаты для подвижного состава и путевого хозяйства железных дорог, до июня 2023 года являлось структурным подразделением ОАО «РЖД», принадлежало 99 % акций завода.

## История
Летом 1862 года механический — чугунолитейный завод «Перенуд» был заложен за Рогожской заставой  как предприятие швейцарских граждан Карла Перенуда и Адольфа Перле.
«Перенуд» выпускал оборудование путевого хозяйства для железных дорог: стрелочные переводы, семафоры, трубы и прочее чугунное литьё.
В 1893 году был сдан в эксплуатацию литейный цех, построенный по проекту известного московского архитектора Ивана Кузнецова. 

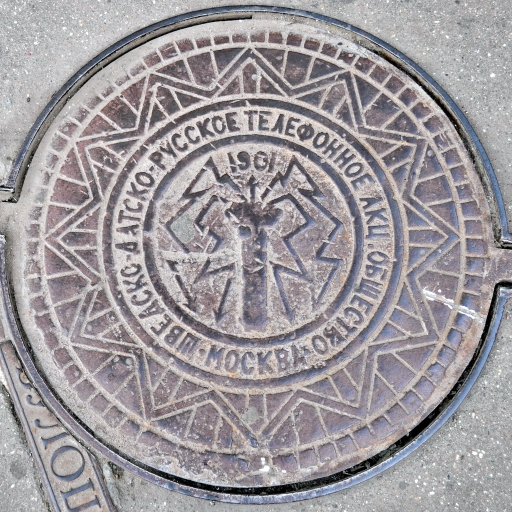
крышка чугунного люка компании «Шведско-Датско-Русское телефонное акционерное общество»

В 1901 году здесь были изготовлены чугунные люки для первой телефонной канализации Москвы.
В 1923 году вошёл в состав объединения «Трестпуть» как чугунолитейный и механический завод (бывший Перенуд). В 1927 году переименован в завод «Красный путь» Московско-Казанской железной дороги. В начале 1930-х годов передан в ведение НКПС СССР.
Осенью 1941 года завод был эвакуирован в Ташкент, где до конца войны выпускал боеприпасы и оборудование для железных дорог.
Основной продукцией завода в XX веке были: валы карданные, запчасти для тепловозов, запчасти к путевым машинам, стенды для локомотивных депо, клапаны к дизельным моторам, щётки вагономоечные, канализационные люки, задвижки и прочее.
С 2010 года завод производственную деятельность приостановил, предприятие сдает помещения в аренду. В собственности общества находятся 2 земельных участка общей площадью более 4,7 га. В 2014, 2019 и 2023 году ОАО «РЖД» выставляло предприятие на продажу..
22 июня 2023 года состоялся аукцион по продаже акций АО «Московский МЗ «Красный путь». Цена приобретения акций по итогам аукциона составила 562,5 млн руб.